# Гракове (заказник)
Гра́кове — гідрологічний заказник загальнодержавного значення в Україні. Розташований в околицях (південніше) сіл Оболонь і Новоселиця Семенівського району Полтавської області, у притерасній частині заплави Сули (неподалік від її гирла) та річки Оболоні. 
Площа заказника 500 га. Оголошений постановою Ради Міністрів УРСР від 12.12.1983 р. № 495. Перебуває у віданні Оболонської і Товстівської сільських рад. 
Охороняється цінний болотний масив. Ділянка із природними лучно-болотними ландшафтами, у складі яких своєрідні угруповання лучно-галофільної та солонцевої рослинності із рідкісними для регіону галофітами ( солонцева волошка середня, подорожник солончаковий, осока житня, пирій видовжений, бульбокомиш морський). 
Місце масового гніздування водно-болотних та лучно-степових видів птахів, у тому числі рідкісних (журавель сірий, крячок білощокий, лунь польовий, кульон великий, лелека білий).